# A reformáció emlékműve (Genf)

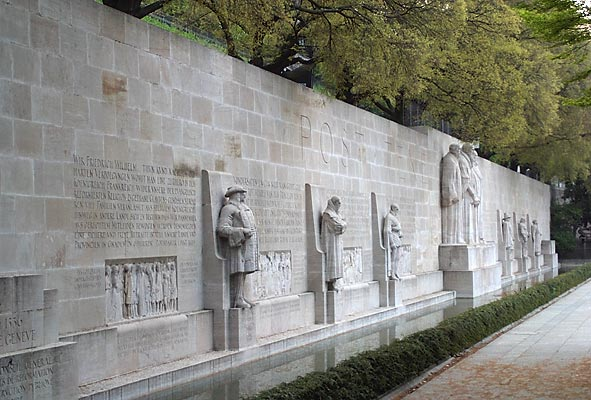
A reformáció genfi emlékműve, hosszúsága 100 m

A Reformáció nemzetközi emlékműve (franciául: Monument international de la Réformation, németül: Reformationsdenkmal) a kálvinista egyházaknak emléket állító építmény, emlékfal a svájci Genfben. A Kálvin János és Ulrich Zwingli nevéhez köthető, a városból kiindult  reformáció nemzetközi kisugárzására emlékeztet. Szoboralakjai és domborművei a református egyház legfontosabb svájci és külföldi személyiségeit ábrázolják. A köznyelvben használatos elnevezése a reformátorok fala (franciául: Mur des Réformateurs). Az emlékmű a Genfi Egyetem előtt, a Bástyák parkjában (Parc des Bastions) található. Alapkövét 1909-ben helyezték el, az elkészült emlékművet 1917-ben avatták fel.

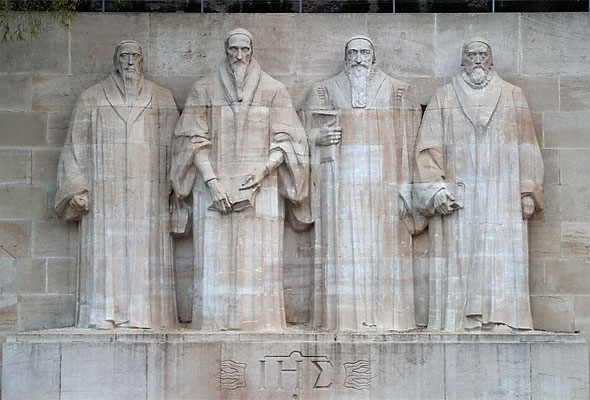
A központi szoborcsoport: Farel, Kálvin, Béza és Knox

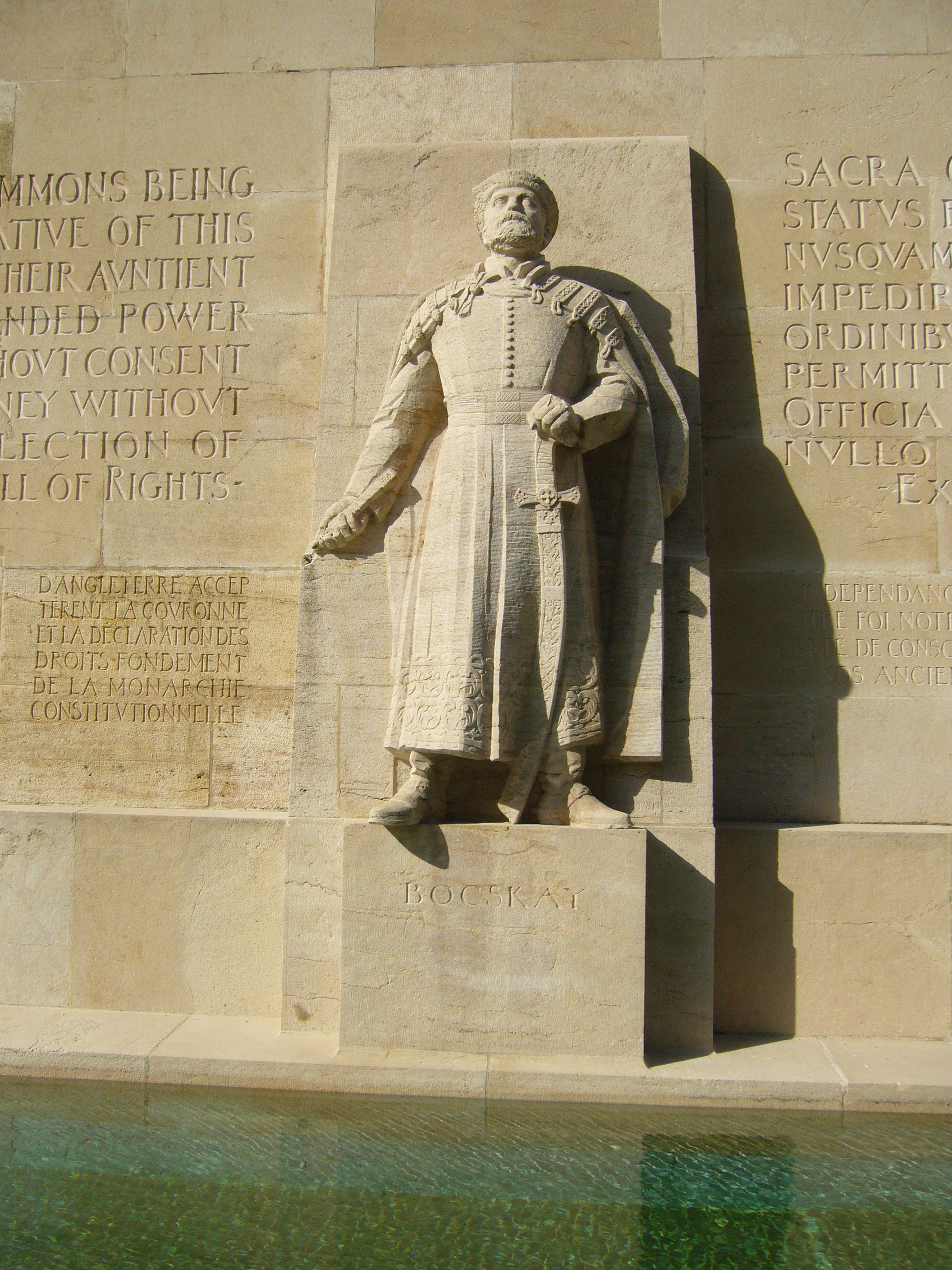
Bocskai István szobra

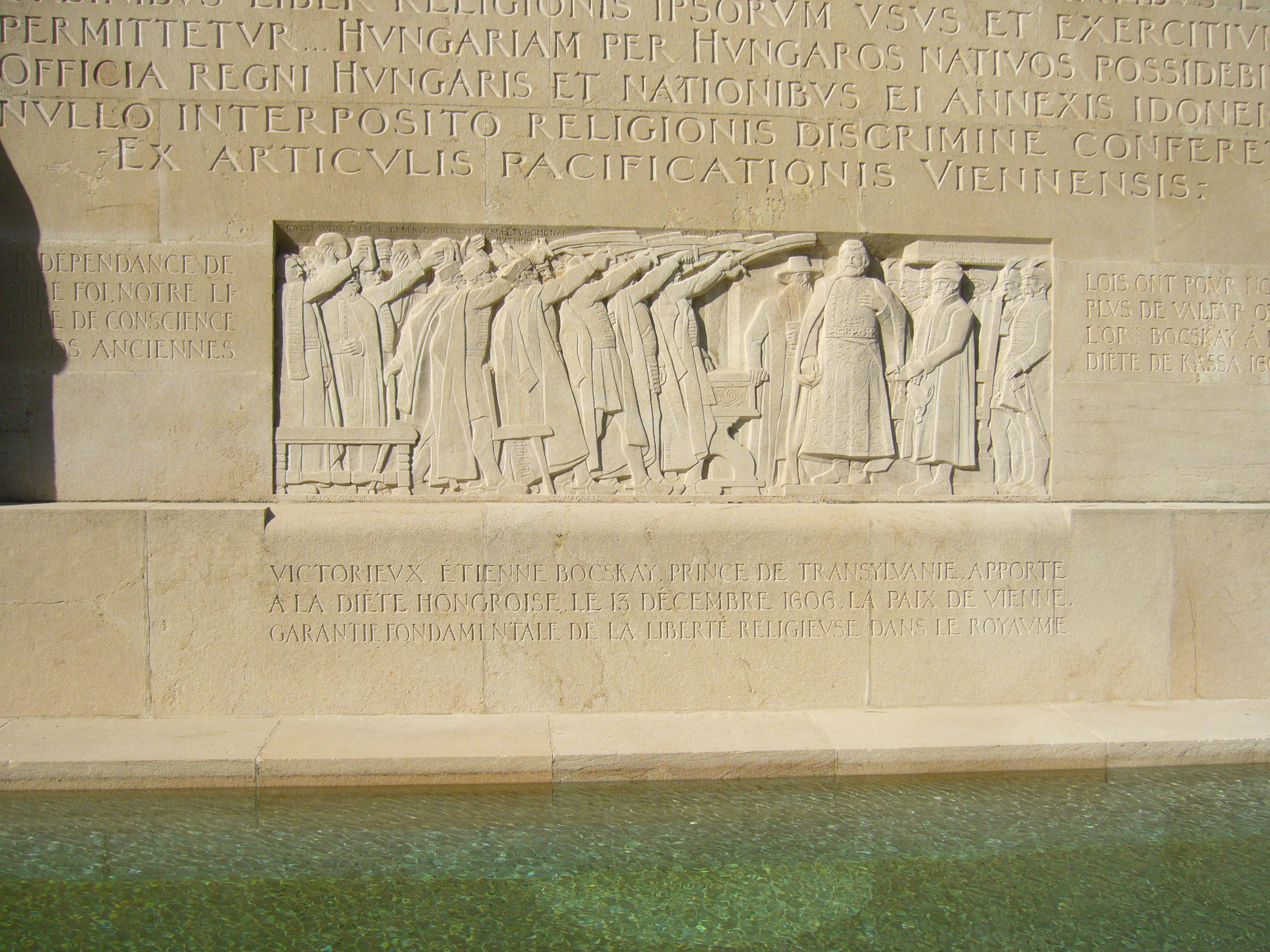
1606. december 13-án Bocskai István, Erdély fejedelme diadalmasan hozza az országgyűlésre a bécsi békeszerződést, amely alapvetően garantálja a vallásszabadságot a Királyi Magyarországon

## Építése
Az emlékmű alapkövét 1909-ben, Kálvin János (1509–1564) teológus, egyházreformátor születésének 400. és a Genfi Egyetem alapításának 350. évfordulóján, helyezték el. Tervezésére még 1908-ban pályázatot írtak ki, amelyre mintegy 70 pályamű érkezett, a bíráló bizottság ezek közül választotta ki a győztesnek ítélt tervet, egy négyfős svájci építészcsoport művét. A tervezők között található Alphonse Laverrière és Jean Taillens. A szobrokat Paul Landowski és Henri Bouchard francia szobrászművészek készítették. Az emlékmű építését 1917-ben fejezték be. Helyét a Genfi Egyetem előtt, a Bástyák parkjában (Parc des Bastions) jelölték ki, a régi genfi városfal egy szakaszának helyén, hangsúlyozva ezzel, hogy Genf a reformáció rendíthetetlen bástyája marad.

## Leírása, szoboralakjai
Az emlékmű mintegy 100 méter hosszú, egyenes, tudatosan dísztelenül hagyott kőfal, amely az Egyetem főépületével szemben húzódik. Építéséhez a burgundiai Pouillenay kőbányáiból származó mészkövet használtak.
Az emlékfal teljes hosszában végigvonul a latin nyelvű POST TENEBRAS LUX felirat, jelentése „Fény a sötétség után”. Ez a református Genf és minden olyan református közösség jelmondata, akik számára a protestáns reformáció a világosság visszatérését jelenti a világba.
Az emlékmű középpontjában, egy 5 méter magas, négyalakos szoborcsoport áll, kőtalapzatára a Názáreti Jézus nevének görög betűs rövidítését (ΙΗΣ) vésték. A kálvinizmus legfontosabb kezdeményezőit, hittudósait ábrázolja:
- Béza Tódor (1519–1605) svájci teológus.
- Kálvin János (1509–1564) francia származású svájci reformátor, keresztyén tudós, a kálvinizmus névadója.
- Guillaume Farel (1489–1565) francia reformátor.
- John Knox (c.1513–1572) skót reformátor, kálvinista teológus és egyházszervező.

A központi alakokkal (Farellel és Knox-szal) összefüggő események domborművei: 
- - Pierre Viret (később Vaud kantonban működő reformátor) 1534. február 22-én egy Genfben tartott gyűlésen Farel és Antoine Froment jelenlétében megtartja az első református keresztelőt.
  - John Knox az edinburgh-i St. Giles székesegyházban Stuart Mária skót királynő udvartartása előtt prédikál.

A központi szoborcsoporttól jobbra és balra kisebb, kb. 3 méter magas szoboralakok állnak, amelyek a reformációval kapcsolatban álló, azt segítő, előmozdító, református vallású történelmi személyiségeket ábrázolják, mellettük domborművek mutatják azt az eseményt, amely az illetőt megemlékezésre méltóvá tette.
A központi szoborcsoporttól jobbra álló szobrok, és domborműveken ábrázolt események:
- Roger Williams (1603–1684) amerikai protestáns teológus.
  - 1620-ban az Alapító Zarándok Atyák a Mayflower hajó fedélzetén megalapítják az új-angliai Plymouth gyarmatot, amelyet később Massachusetts államba tagolnak be.
- Oliver Cromwell (1599–1658) angol hadvezér és államférfi.
  - 1689. október 26-án az angol parlament alsó- és felsőháza előtt bemutatják III. (Orániai) Vilmos királynak és feleségének, Mária királynőnek a Bill of Rights jognyilatkozatot.
- Bocskai István (1557–1606), Erdély fejedelme, jelentős szerepet játszott a magyar reformációban.
  - 1606. december 13-án Bocskai átadja a magyar országgyűlésnek a bécsi békeszerződést, amelyben II. Rudolf császár vallásszabadságot biztosít Magyarországon.

A központi szoborcsoporttól balra álló szobrok, és domborműveken ábrázolt események:
- I. Vilmos (1533–1584), Oránia hercege, a „hallgatag herceg”, Németalföld helytartója, „a holland haza atyja”.
  - 1581. július 26-án Hágában a Holland Egyesült Tartományok gyűlése kimondja az Egyesült Tartományok függetlenségét.
- II. Gaspard de Coligny (1519–1572), Franciaország admirálisa, a francia protestantizmus kiemelkedő alakja (Szent Bertalan éjszakáján gyilkolták meg).
  - 1598. április 13-án IV. Henrik francia király aláírja a nantes-i ediktumot, amely biztosítja a hugenották vallásszabadságot.
- I. Frigyes Vilmos (1620–1688) brandenburgi választófejedelem.
  - A nantes-i ediktum (XIV. Lajos általi) 1685-ös visszavonása után a „Nagy Választófejedelem” Franciaországból elüldözött hugenottákat fogad be országa területére (lásd még: potsdami ediktum).

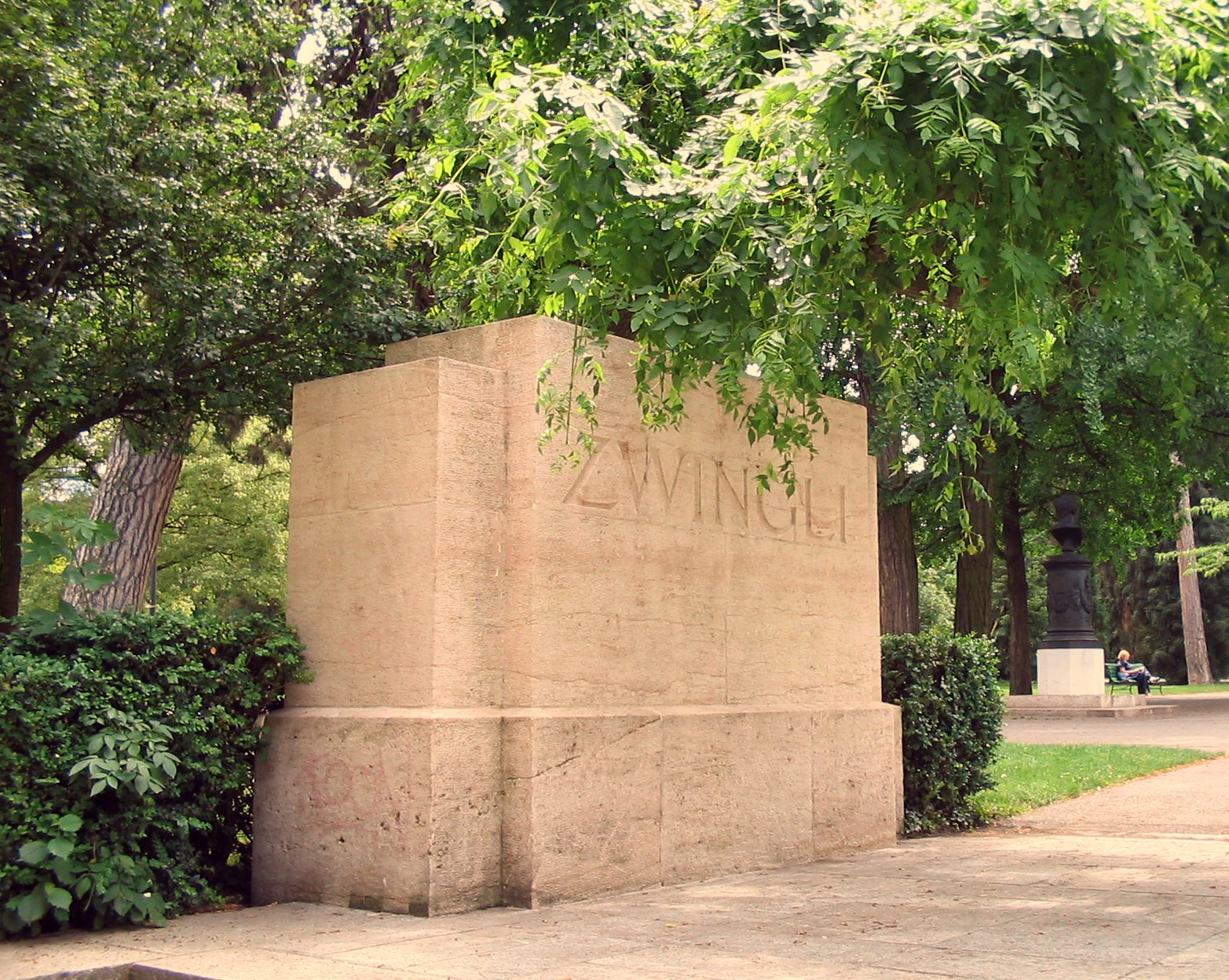
Zwingli sztéléje

Az emlékfal két végével szemben egy-egy monolit sztélé (vésett kőtömb) áll, a Mont Blanc-ról származó gránitból. Ezek oldalfalába Luther és Zwingli nevét vésték.
2002. november 3-án, a reformáció napján az emlékfalra felvésték a reformáció három fontos előfutárának, Petrus Waldesnek, John Wycliffe-nek és Husz Jánosnak nevét, továbbá az első női nevet, a Tournai-ból való Marie Dentière teológusnő és reformációtörténész (1495–1561) nevét is.
Az emlékmű megihlette Illyés Gyulát, aki „A reformáció genfi emlékműve előtt” címmel írt verset.

## Fordítás
- Ez a szócikk részben vagy egészben  a   Reformation Wall című angol Wikipédia-szócikk fordításán alapul.  Az eredeti cikk szerkesztőit annak laptörténete sorolja fel. Ez a jelzés csupán a megfogalmazás eredetét és a szerzői jogokat jelzi, nem szolgál a cikkben szereplő információk forrásmegjelöléseként.
- Ez a szócikk részben vagy egészben  a   Reformationsdenkmal (Genf) című német Wikipédia-szócikk fordításán alapul.  Az eredeti cikk szerkesztőit annak laptörténete sorolja fel. Ez a jelzés csupán a megfogalmazás eredetét és a szerzői jogokat jelzi, nem szolgál a cikkben szereplő információk forrásmegjelöléseként.